# دنی مک‌لنن
دنی مک‌لنن (زاده ۵ مه ۱۹۲۵ – درگذشته ۱۱ مه ۲۰۰۴) بازیکن فوتبال و مربی فوتبال اسکاتلندی بود. وی از سال ۱۹۷۳ تا ۱۹۷۴ (۱۳۵۲ تا ۱۳۵۳) مربی تیم ملی فوتبال ایران بود.